# Portoryko na Mistrzostwach Świata w Lekkoatletyce 2017
Portoryko na Mistrzostwach Świata w Lekkoatletyce 2017 – reprezentacja Portoryko podczas mistrzostw świata w Londynie liczyła 5 zawodników, którzy nie zdobyli medalu.

## Skład reprezentacji
Mężczyźni
| Zawodnik      | Konkurencja                     | Eliminacje | Eliminacje | Półfinał | Półfinał | Finał | Finał   |
| Zawodnik      | Konkurencja                     | Wynik      | Pozycja    | Wynik    | Pozycja  | Wynik | Pozycja |
| ------------- | ------------------------------- | ---------- | ---------- | -------- | -------- | ----- | ------- |
| Andrés Arroyo | Bieg na 800 metrów              | 1:46,46    | 19.        | NQ       | NQ       | NQ    | NQ      |
| Ryan Sánchez  | Bieg na 800 metrów              | 1:50,74    | 41.        | NQ       | NQ       | NQ    | NQ      |
| Javier Culson | Bieg na 400 metrów przez płotki | 50,33      | 27.        | NQ       | NQ       | NQ    | NQ      |

Kobiety
| Zawodniczka    | Konkurencja                     | Eliminacje | Eliminacje | Półfinał | Półfinał | Finał | Finał   |
| Zawodniczka    | Konkurencja                     | Wynik      | Pozycja    | Wynik    | Pozycja  | Wynik | Pozycja |
| -------------- | ------------------------------- | ---------- | ---------- | -------- | -------- | ----- | ------- |
| Grace Claxton  | Bieg na 400 metrów przez płotki | 56,35      | 20. Q      | 56,40    | 16.      | NQ    | NQ      |
| Alysbeth Félix | siedmiobój                      | —          | —          | —        | —        | 5584  | 25.     |